# Kostely v Moldávii
Kostely v Moldávii je název skupiny osmi sakrárních staveb rumunské pravoslavné církve v historickém regionu Jižní Bukoviny a Moldávie, které jsou kulturní památkou UNESCO. Vystavěny byly v 15. a 16. století na území tehdejšího Moldavského knížectví za vlády Štěpána III. Velikého a Petra Rareșe. V roce 1993 bylo 7 z nich zapsáno na seznam světového kulturního dědictví UNESCO, následně v roce 2010 byl na tento seznam doplněn kostel Zmrtvýchvstání Páně v Sucevițě. Většina kostelů se nachází v moderní župě Suceava.
Venkovní fasády kostelů jsou pokryty freskami, které jsou výjimečným mistrovským dílem byzantského umění a zachycují rozsáhlé cykly náboženských motivů a příběhu. Kostely jsou zpravidla umístěny ve vnitřním nádvoří opevněných klášterů. V regionu severního Rumunska se nachází více podobných kostelů, které však nejsou pod ochranou UNESCO.
Díky stejné době vzniku vykazují všechny několik společných vlastností. Celý areál je vybudován v rovině na půdorysu obdélníka nebo čtverce a obehnán celkem nízkými hradbami s obvyklou branou a někdy i s věžemi. Uprostřed rozlehlého prostranství pak stojí chrám: zpravidla jednolodní, ve východní části zakončený trojlistem půlkruhového kněžiště s kaplemi po stranách. Klenby jsou většinou velmi prosté, zpravidla chybí obvyklá byzantská kupole, a tedy i cibulovité báně charakteristické pro pravoslavné kostely. Místo nich mívají jen malou polygonální věž, jejíž obdoba se někdy opakuje nad západní částí. Obvykle jsou omítnuté a ozdobené štukovými detaily – nic zvláštního, řekli bychom. Jenže, a to je důvod, proč do Bukoviny dnes proudí tisíce návštěvníků, uvnitř i zvenčí jsou pokryty nástěnnými malbami. Ačkoliv je částečně chrání mohutné přesahující střechy, nedochovaly se všude stejně a zejména severní strany jsou poznamenány povětrnostními vlivy.

## Lokality
| Obrázek | Kostel                              | Datum výstavby | Obec                 | Zem. souřadnice                  |
| ------- | ----------------------------------- | -------------- | -------------------- | -------------------------------- |
|         | Kostel Stětí svatého Jana Křtitele  | 1502           | Arbore               | 47°43′59″ s. š., 25°55′45″ v. d. |
|         | Kostel Zesnutí přesvaté Bohorodičky | 1530           | Mănăstirea Humorului | 47°35′37″ s. š., 25°51′15″ v. d. |
|         | Kostel Zvěstování Panny Marie       | 1532           | Vatra Moldoviței     | 47°39′25″ s. š., 25°34′16″ v. d. |
|         | Kostel Povýšení svatého Kříže       | 1487           | Pătrăuți             | 47°43′46″ s. š., 26°11′34″ v. d. |
|         | Kostel svatého Mikuláše             | 1530           | Probota              | 47°22′30″ s. š., 26°37′25″ v. d. |
|         | Kostel svatého Jana nového          | 1522           | Suceava              | 47°38′30″ s. š., 26°15′46″ v. d. |
|         | Kostel svatého Jiří                 | 1488           | Voroneț              | 47°31′2″ s. š., 25°51′51″ v. d.  |
|         | Kostel Zmrtvýchvstání Páně          | 1581           | Sucevița             | 47°46′41″ s. š., 25°42′40″ v. d. |